# Mieżoziornyj (obwód czelabiński)
Mieżoziornyj (ros. Межозёрный) – osiedle typu miejskiego w Rosji, w obwodzie czelabińskim, w rejonie wierchnieuralskim. W 2010 liczyło 7357 mieszkańców.